# Eino Leino
Pour les articles homonymes, voir Eino Leino (homonymie).
Eino Leino de son vrai nom Armas Einar Leopold Lönnbohm (né le 6 juillet 1878 à Paltamo en Finlande et mort le 10 janvier 1926 à Tuusula) est un des écrivains finlandais les plus célèbres.
Eino Leino est considéré par beaucoup comme le plus grand poète finnois de son époque,,.

## Biographie

### Famille et enfance

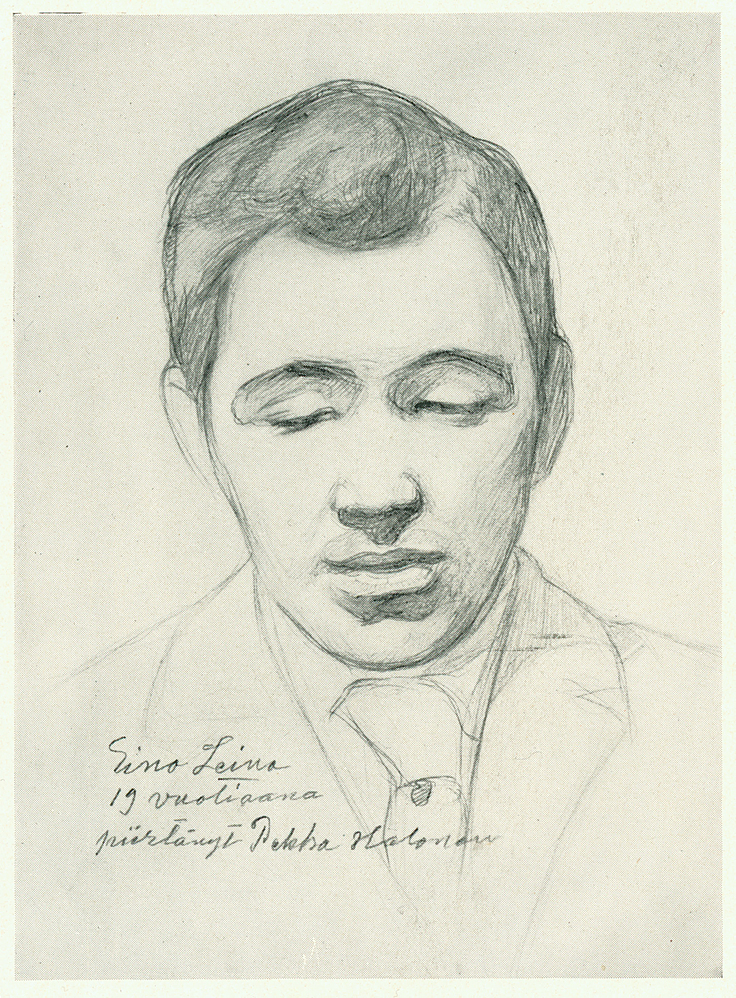
Portrait du jeune Eino Leino par Pekka Halonen en 1897

Eino Leino est le septième d'une famille de dix enfants.
Son véritable nom est Armas Einar Leopold Lönnbohm car son père a changé son nom de famille de Mustonen en Lönnbohm pour favoriser la carrière de sa femme.
Son père, géomètre-topographe au service de l'État, cultive en plus son propre domaine nommé Hövelö.
À proximité de ce terrain d'Oulujärvi se trouve le domaine où Elias Lönnrot habita quarante ans plus tôt.
Les origines familiales de Eino Leino des côtés paternel et maternel se situent à Liperi et Sortavala en Carélie, et pour sa mère Anna Emilia (née  Kyrenius) aussi en Finlande propre.
Eino est le frère de Kasimir Leino, Oskar Lönnbohm, Kaarlo Lönnbohm et de Viktor Lönnbohm.
Chez les Lönnbohm il règne une influence Fennomane inspirée de Johan Vilhelm Snellman.
Étant le plus jeune d'une fratrie de dix enfants, Eino Leino mûrit précocement et subit les influences de ses frères aînés Oskar, Kaarlo, Viktor et de Kasimir.
Kasimir Leino a notamment transmis les influences culturelles paneuropéennes à ses frères et sœurs.
L'enfance de Eino Leino à Hövelö baigne dans l'ancienne tradition des histoires du Kainuu et des histoires colorées de la Grande colère et des événements liés au château de Kajaani qui ont lieu à cette époque en Ostrobotnie du Nord.
Les faits réels vécus lui remémorent les travailleurs du goudron venant des zones de famine arrêtés sur la berge d'Hövelö pendant leur voyage vers Oulu.
Après son parcours à l'école primaire de Kajaani puis au Lycée d'Oulu (1889–1890), Eino s'installe chez son frère Oskar, journaliste à Hämeenlinna, car la situation économique familiale est fragilisée par la mort de leur père en 1890.
Il prépare son baccalauréat au Lycée d'Hämeenlinna et l'obtient en 1895.
Eino Leino commence des études à l' Université impériale Alexandre d'Helsinki, mais elles passent rapidement à l'arrière-plan au profit de son activité d'écriture.
Eino Leino écrit ses premiers poèmes durant ses années d'école.
Il a douze ans quand son premier poème Kajaanin linna est publié dans Hämeen Sanomat à l'automne 1890 sur décision du rédacteur en chef Oskar Lönnbohm.
Ses poèmes écrits pour le journal Vasama seront réédités dans le recueil de poèmes Maaliskuun lauluja (1896).
Au lycée d'Hämeenlinna, Eino Leino développe sa connaissance de la littérature mondiale.
Il découvre la littérature antique pendant les leçons de latin.
Il apprend aussi à lire en langue d'origine, des textes en allemand et en français d'Heinrich Heine, Friedrich Nietzsche, Émile Zola ou Guy de Maupassant.
Eino Leino commence sa carrière en traduisant vers le finnois le Roi Fjalar de Johan Ludvig Runeberg édité par la Société de littérature finnoise en 1894.
Les attitudes et la créativité d'Eino Leino ont été influencées par un fort sentiment de solitude et la mort prématurée de ses parents.
Son père meurt en 1890, quand il a 12 ans, et sa mère, meurt en 1895, l'année de son entrée à l'université.
La mort de sa mère a provoqué un tel traumatisme émotionnel qu'aucune relation amoureuse ne pourra plus tard guérir.

### Jeunesse

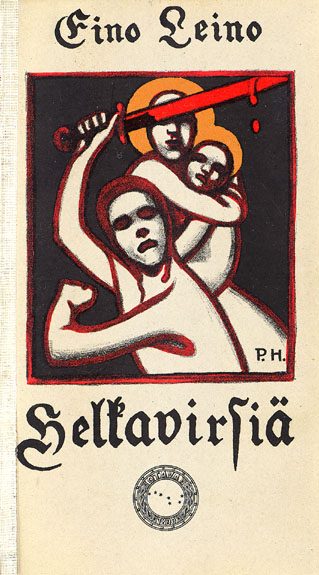
Couverture de Helkavirsiä conçue par Pekka Halonen.

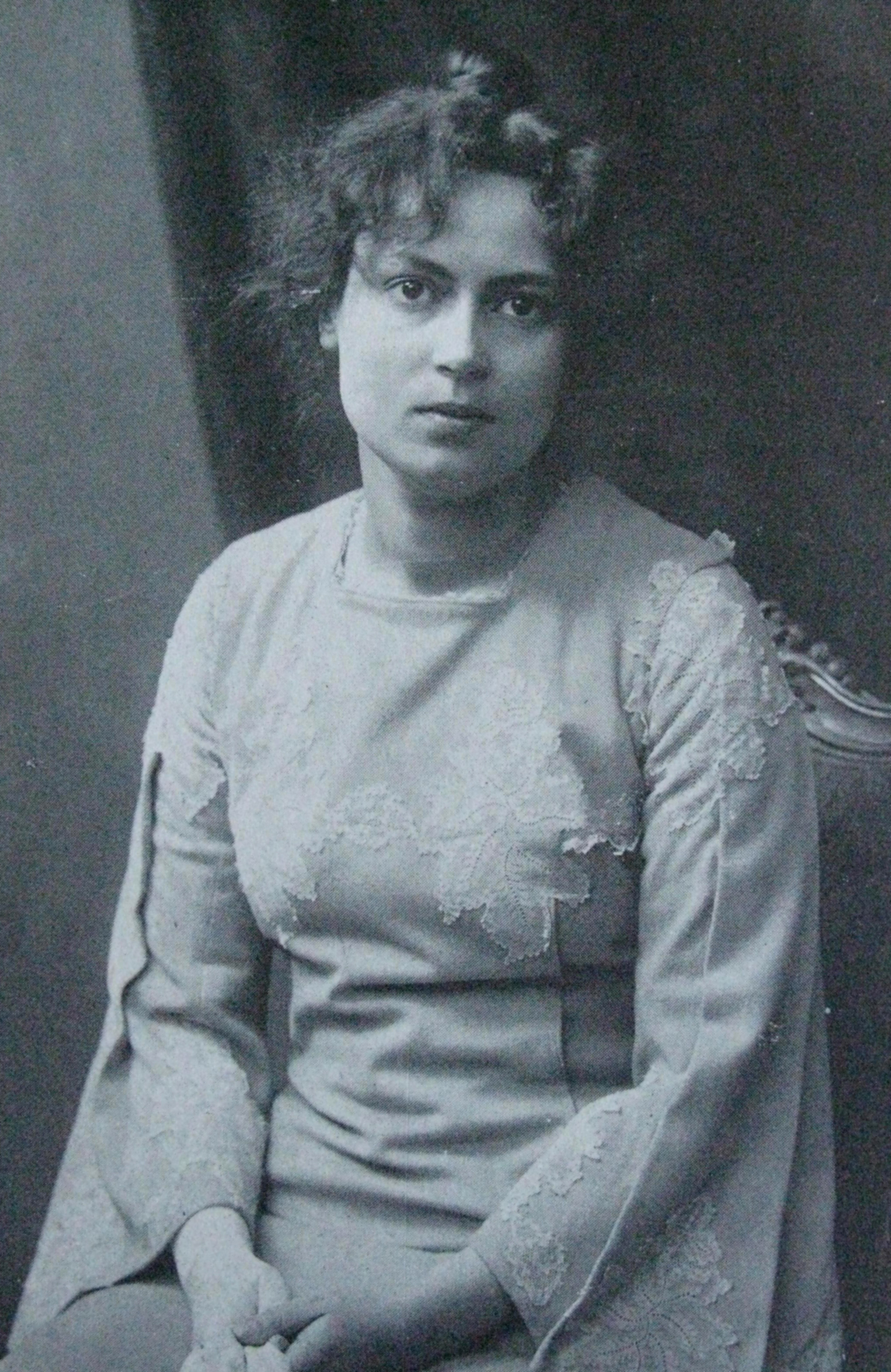
Freya Schoultz au printemps 1903.

Arrivant à Helsinki, Eino Leino trouve une communauté spirituelle au journal Päivälehti du Parti jeune finnois.
Fondé en 1889 par Eero Erkko, Juhani Aho et Arvid Järnefelt le journal milite pour le droit de vote et l'élargissement des droits politiques et s'oppose à la génération fennomane précédente dans ses positions idéologiques de nationalisme romantique, linguistique et de conservatisme religieux.
Le début du conflit politique en Russie concerne le Grand-duché de Finlande et le journal défend la position constitutionnaliste.
En 1898, Eino Leino y devient critique littéraire et théâtral régulier.
Lorsque les autorités russes interdisent le Päivälehti en raison de ses positions radicales, on crée à sa place Helsingin Sanomat, et Eino Leino y écrit sous le pseudonyme Teemu.
En 1905, année de la grande grève, il écrit une centaine d'articles où l'on flagelle les agences et les fonctionnaires pro-russes, ceux qui étranglent la liberté religieuse, les mouchards du gouvernement et le système policier, ainsi que le raconte L. Onerva dans sa biographie d'Eino Leino.
Les satires piquantes valent à Eino Leino à la fois la célébrité mais aussi des ennemis.
Eino Leino a appris le métier de journaliste auprès de son frère Kasimir à la revue Nykyaika (parue en 1897–1899).
Dans la revue qu'ils ont fondée, les deux frères se donnent l'objectif de présenter et commenter les courants artistiques européens émergents.
Eino Leino y défend l'éducation esthétique, exige des traductions de haut niveau des œuvres classiques en finnois et y combat pour l'idéal d'une patrie commune indivisible et libre des conflits linguistiques.
Il voit dans les presse, un moyen de parler directement au peuple finlandais.
Sa production journalistique n’empêche pas Eino Leino de se concentrer sur la poésie avec la même frénésie.
Il publie des recueils de poèmes Sata ja yksi laulua (1898), Ajan aalloilla (1899), Hymyilevä Apollo, Päivän poika, Hiihtäjän virsiä (1900).

### Premier mariage et l'essor créatif
Son amitié avec les représentants de la génération émergente de musiciens et d'artistes finlandais Akseli Gallen-Kallela, Jean Sibelius, Robert Kajanus, Pekka Halonen et Emil Wikström donne naissance à un nouveau type d'expression artistique.
Dans le courant du Carélianisme néoromantiste Eino Leino commence à approfondir les thèmes du Kalevala.
Les poèmes dramatiques du Tuonelan joutsen (1898) et de Sota valosta (1900) sont considérés comme précurseurs du Symbolisme finlandais.
La tendance artistique paneuropéenne, opposée au Réalisme et au Naturalisme, s'intéresse aux mythes et aux récits ancestraux, qui sont censés refléter les sentiments universels et les idées de l'humanité. C'est ainsi qu'Eino Leino cherchera à trouver dans le Kalevala des éléments permettant d'interpréter son époque.
Cette aspiration culmine dans son recueil Helkavirsiä paru en 1903, qui est considéré comme l'une des œuvres majeures de la poésie finlandaise.
AU delà de la forme, sa poésie d'interroge sur les questions fondamentales de l'humanité moderne: les relations de l'individu à l'inconnu et à la mort, la liberté individuelle et les limites de la connaissance.
Helkavirsiä a été interprété comme reflétant l'éthique individualiste d'Henrik Ibsen et la réflexion philosophique de Nietzsche sur la capacité humaine à défier son propre destin.
L'histoire en vers Simo Hurtta, parue en 1904, décrit les événements de Carélie du Nord au temps de la  grande colère en langue vernaculaire.
Au début du XXe siècle, Eino Leino tombe amoureux de la fille de sa propriétaire, la traductrice Freya Schoultz, une, femme d'une beauté exotique au tempérament orageux.
l l'épouse en 1905.
Cet amour est devenu un puissant stimulant créatif pour lui et inaugure une période de vie turbulente et de créativité.
De leur union naît leur fille Eya Helka qui sera son seul enfant.
Dans son recueil Talviyö (1905), Eino Leino publie son célèbre poème d'amour Nocturne sur le mysticisme des nuits d'été.
Après un long voyage en commun a Paris et Berlin les relations du couple se refroidissent. L'idylle familiale n'a pas duré longtemps.
Leino ne pouvait pas s'habituer à la vie bourgeoise et au printemps 1908, Eino Leino quitte le foyer conjugal et s'installe au Länsi Ranta 12.
Sa vie entière était caractérisée par le fait qu'il était constamment parti, n'emportant avec lui que les choses les plus indispensables.
Dans une lettre adressée à son ami Otto Manninen le 1er juillet 1908, il écrit : "J'ai tout laissé, à l'exception de ma bibliothèque et de mes papiers, et je suis parti avec une valise à la main."
Le chagrin et la culpabilité d'avoir quitté sa fille ont poursuivi Leino toute sa vie.

### La maturité et la période bohème
La désintégration de sa famille avec Freya Schoultz est manifestement causée par le fait qu'avant même le divorce, Leino avait déjà rencontré la poétesse L. Onerva.
Leur relation durera jusqu'à la mort de Leino, relation au début violente et passionnée, qui, avec le temps, se transformera progressivement en amitié.
En août 1908, Eino Leino quitte la Finlande pour l'Italie grâce à un acompte versé par la Société de littérature finnoise pour la traduction en finnois de la Divine Comédie de Dante.
Après avoir passé quelques mois en Allemagne, il s'installe à Rome et se lance dans des études intensives de la langue italienne.
Après des mois passés en Allemagne
L'hiver 1908–1909, il fréquente les écrivains finlandais L. Onerva, Aarni Kouta, Santeri Ivalo, Onni Okkonen, Liisi Karttunen et Henry Biaudet vivant à Rome.
À côté de sa traduction de Dante, Eino Leino écrit aussi des récits de voyage dans Turun Sanomat.
Au printemps 1909, il part avec L. Onerva pour la Finlande, mais ils s’arrêtent en route à Berlin.
Dans les années 1910, Eino Leino devient une figure littéraire de bohème, de flâneur travaillant dans les restaurants, et un compagnon avec un réseau social étendu.
En 1914, Eino Leino épouse la harpiste Aino Kajanus mais, dès l'année suivante, il abandonne à nouveau le style de vie établi.
Pendant ce temps, sa productivité littéraire semble s'accélérer.
Sa traduction de la Divine comédie de Dante parait en 1912–1914, et de nouveaux recueils de poésie se succèdent.
Après son voyage de Rome, Eino Leino commence à écrire des essais littéraires où il cartographie les nouvelles tendances littéraires nationales et internationales et présente divers auteurs représentant ces tendances.
À partir de ses portraits d'écrivains finlandais parues dans Helsingin Sanomat, il publie l'ouvrage Suomalaisia kirjailijoita (1909).
Ses descriptions habiles de l'environnement mental et culturel de différentes époques, ainsi que sa description pertinente des caractéristiques de différents écrivains ont fait de ce livre un essai classique.

### Liaison avec Aino Kallas
A la fin de 1916, parait une seconde série de Helkavirsiä qu'il a écrit la nuit alors qu'il est journaliste à Sunnuntai.
Selon Viljo Tarkiainen les visions poétiques cosmiques et mythologiques sont parfois teintées de Paganisme-Chamanisme, parfois de panthéisme chrétien, ou d'influences théosophiques.
Les poèmes ont aussi été interprétés comme reflétant également la sensualité et l'érotisme d'Eino Leino.
L'amour pour la femme d'un diplomate estonien, l’écrivain Aino Kallas, cause un scandale encore plus grand que sa relation avec L. Onerva.
Sa relation avec Aino Kallas dure de 1916 à 1919.
La créativité d'Eino Leino est toujours accompagnée d'une grande passion et il écrit des recueils de poèmes Juhana Herttuan ja Catharina Jagellonican lauluja, Turun linna, Gripsholmin linna dont il dit qu'ils sont le cadeau de l'amour.
Il traite de son destin de poète dans le recueil de poème Bellerophon (1919), où il interprète l'ancien mythe grec de Bellérophon  chevauchant Pégase et y fait la synthèse de sa conception tragique-optimiste de la vie.

### La guerre civile

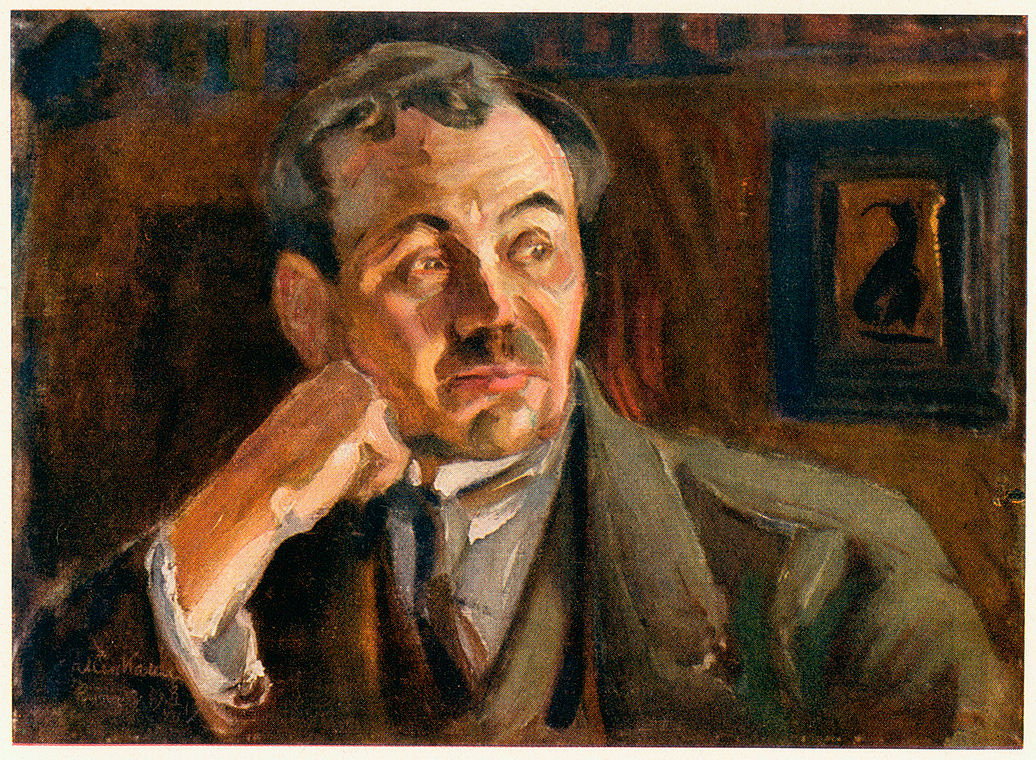
Portrait d'Eino Leino par Akseli Gallen-Kallela en 1917.

Dès novembre 1917, Eino Leino avait prévenu avec tristesse dans Sunnuntai, que le pays était à l'aube de la guerre civile, et critiqué férocement les socialistes "pour avoir conduit leurs affaires avec le sang des citoyens et avec les baïonnettes du conquérant étranger" (nro 40–41/1917).
La situation politique aggravée par la guerre civile est une expérience amère pour Eino Leino, qui a toujours défendu la tolérance et apprécie le mouvement ouvrier où il a de bons amis.
Il vit les événements du printemps dans l'Helsinki rouge et il décrit son expérience dans le roman Helsingin valloitus (1918).
Quand la division de la Baltique pénètre dans le sud de la Finlande  et conquiert Helsinki, il salue les libérateurs par un poème.
Cependant Eino Leino militera plus tard pour une amnistie générale pour les prisonniers qui ont combattu du côté des rouges et demandera l’abandon de la peine de mort .
En avril 1918, Eino Leino publie une série d'articles destinée au peuple du travail dans lesquels, en sa qualité d'écrivain impartial du prolétariat civilisé, il demande fermement la paix et la compréhension mutuelle.
Il y écrit que la social démocratie n'aura plus d'avenir en Finlande si elle n'est pas capable d'intérioriser les idéaux éternels de la légalité, de la démocratie et des libertés civiles.
Il décrit aussi les événements de la guerre civile dans son roman Punainen sankari (1919) et ses poèmes épiques Vanha pappi (1921).
En juillet 1918, le quarantième anniversaire d'Eino Leino est célébré lors d'un dîner organisé par des amis.
La même année, il obtient la retraite d'Etat pour les écrivains.

### Ses dernières années
Au début des années 1920, les forces physiques et mentales d'Eino Leino commencent à faiblir et il doit passer de longues périodes à l’hôpital.
Cet état résulte d'une longue période de vie irrégulière avec changements de maisons d’hôtes, de dortoirs et de restaurants.
L'état d'esprit de Leino passe des lamentations à l'inquiétude, il en est de même pour ses attitudes et ses opinions.
De partisan de la candidature de Carl Gustaf Emil Mannerheim à la présidence, Eino Leino devient admirateur de Kaarlo Juho Ståhlberg.
Dans ses poèmes d'alors, il écrit des éloges aussi bien de l'internationale de la paix, des jeunes artilleurs de la république que des guerres pour les peuples frères.
Au cours de l'été 1921, Eino Leino se rend en Estonie pour une tournée littéraire organisée par ses amis finlando-estoniens Aino et Gustav Suits.
Avec ses soirées de poésie, ses présentations et ses fêtes à Tartu et Tallinn, le voyage est couronné de succès.
Eino Leino est reçu partout comme un grand poète.
Après son voyage en Estonie, il épouse sa troisième compagne Hanna Laitinen.
Cette tentative désespérée de recherche de soutien et de sécurité aboutit presque immédiatement à la séparation des époux.
En 1921, il veut abandonner sa nationalité finlandaise.
Il écrit au président Kaarlo Juho Ståhlberg et au chef d'État estonien Konstantin Päts et demande d'obtenir la citoyenneté estonienne.
Eino Leino est fatigué par le manque de bourses et par les critiques qu'il subit.
Pendant ses dernières années, Eino Leino rédige ses mémoires Elämäni kuvakirja (1925).
Son dernier lieu de résidence est Nuppulinna à Hyvinkää (aujourd'hui Tuusula).
Eino Leino meurt le 10 janvier 1926 à 47 ans.
Il est inhumé aux frais de l'état et le président Lauri Kristian Relander assiste à son enterrement.
Eino Leino est enterré dans la tombe U21-15-22 de la zone nouvelle du cimetière d'Hietaniemi à Helsinki.
Le mémorial, représentant Eino Leino, est sculpté par Ville Vallgren.

### Poésie
- Maaliskuun lauluja, éditions Otava, 1896,
- Tarina suuresta tammesta y.m. runoja, WSOY, 1896,
- Yökehrääjä, Éditions Otava, 1897,
- Sata ja yksi laulua, Éditions Otava, 1898,
- Tuonelan joutsen, näytelmäruno, Éditions Otava, 1898,
- Ajan aalloilta, WSOY, 1899,
- Hiihtäjän virsiä, Éditions Otava, 1900,
- Kivesjärviläiset, kertova runoelma, Éditions Otava, 1901,
- Pyhä kevät, Éditions Otava, 1901,
- Kangastuksia, Éditions Otava, 1902,
- Helkavirsi, Helkavirsiä, Éditions Otava, 1903,
- Simo Hurtta. Runoja isonvihan ajoilta, Éditions Otava, 1904,
- Talvi-yö, Éditions Otava, 1905,
- Turjan loihtu, näytelmäruno, Emil Vainio, 1907,
- Halla, Éditions Otava, 1908,
- Tähtitarha, Kirja, 1912,
- Painuva päivä, Kirja, 1914,
- Elämän koreus, Kirja, 1915,
- Helkavirsiä. Toinen sarja, Éditions Otava, 1916,
- Karjalan kuningas, runonäytelmä, Kirja, 1917,
- Leirivalkeat, Kirja, 1917,
- Vapauden kirja, runovalikoima, Kirja, 1918,
- Bellerophon, runotarina, Ahjo, 1919,
- Juhana Herttuan ja Catharina Jagellonican lauluja. Nil nisi mors, Ahjo, 1919,
- Lemmen lauluja, runovalikoima, Kirja, 1919,
- Simo Hurtta. Runoja isonvihan ajoilta, toinen sarja, Éditions Otava, 1919,
- Ajatar. Tietovirsiä, Éditions Otava, 1920,
- Kodin kukka ja uhrikuusi, runotarina, Ahjo, 1920,
- Syreenien kukkiessa, Minerva, 1920,
- Vanha pappi, kertomaruno, Éditions Otava, 1921,
- Pajarin poika. Karjalaisia kansantaruja, Éditions Otava, 1922,
- Puolan paanit. Karjalaisia kansantaruja, Éditions Otava, 1922,
- Helkavirsiä 1–2,yhteislaitos, Éditions Otava, 1924,
- Shemeikan murhe. Uusia runoja, Gummerus, 1924,

### Prose
- Kaunosielu, Éditions Otava, 1904,
- Päivä Helsingissä. Pilakuva, Éditions Otava, 1905,
- Seikkailijatar. Venäläinen kertomus, Karisto, 1913,
- Mesikämmen. Joulutarina vanhoille ja nuorille, Kirja, 1914,
- Pankkiherroja. Kuvaus nykyaikaisesta suomalaisesta liike-elämästä, Kirja, 1914,
- Musti. Eläintarina, Karisto, 1916,
- Alla kasvon kaikkivallan. Mystillinen trilogia, Karisto, 1917,
- Ahven ja kultakalat. Tarina syvyyksistä, Ahjo, 1918,
- Helsingin valloitus. Muistelmia ja vaikutelmia, Minerva, 1918,
- Vöyrin sotakoulu. Haastatteluja ja historiikkia, Minerva, 1918,
- Elina. Murroskauden kertomus, Minerva, 1919,

### Romans
- Tuomas Vitikka, Éditions Otava, 1906,
- Jaana Rönty, Éditions Otava, 1907,
- Olli Suurpää, Éditions Otava, 1908,
- Työn orja, Yrjö Weilin, 1911,
- Rahan orja, Yrjö Weilin, 1912,
- Naisen orja, Kirja, 1913,
- Onnen orja, Kirja, 1913,
- Paavo Kontio. Lakitieteen tohtori, Kirja, 1915,
- Kolme lähti, kaksi palasi. Tarina kieltolain Suomesta, Minerva, 1926,

### Nouvelles
- Päiväperhoja. Pieniä tarinoita, Eero Erkko, 1903,
- Nuori nainen. Neljä kertomusta, Yrjö Weilin, 1910,

### Théâtre
- Johan Wilhelm, Wesanderin kirjakauppa, 1900,
- Sota valosta, Éditions Otava, 1900,
- Naamioita, näytelmiä, Éditions Otava, 1905,
- Naamioita, toinen sarja, näytelmiä, Éditions Otava, 1907,
- Naamioita, kolmas sarja, näytelmiä, Vihtori Kosonen, 1908,
- Naamioita, neljäs sarja, näytelmiä, Vihtori Kosonen, 1909,
- Naamioita, viides sarja, näytelmiä, Vihtori Kosonen, 1909,
- Kalevala näyttämöllä, näytelmiä, Yrjö Weilin, 1911,
- Naamioita, kuudes sarja, näytelmiä, Yrjö Weilin, 1911,

### Scénarios de films
- Kesä, 1915 (ohjaus Kaarlo Halme)

### Autres ouvrages
- Suomalainen näyttämötaide 19 2/4 02,tutkielma, Eero Erkko, 1902,
- (fi) Suomalaisia kirjailijoita, Pikakuvia, Éditions Otava, 1909,
- Suomalaisen kirjallisuuden historia, Yrjö Weilin, 1910,
- Elämäni kuvakirja. Erään aikansa lapsen muistoja, mielialoja ja mietelmiä, muistelmateos, Éditions Otava, 1925,

### Traductions en finnois
- (fi) Zacharias Topelius (trad. Eino Leino), Regina von Emmeritz, Werner Söderström, coll. « Draamalliset teokset », 1899–1901
- (fi) Zacharias Topelius (trad. Eino Leino), Kypron prinsessa [« Prinsessan af Cypern »], Werner Söderström, coll. « Draamalliset teokset », 1901
- (fi) Johan Ludvig Runeberg (trad. Eino Leino), Teokset II: Nadeshda, Kuningas Fjalar [« Nadeschda , Kung Fjalar »], Werner Söderström, 1903
- (fi) Jean Racine (trad. Eino Leino), Phaidra (Helsinki [« Phèdre »], Suomalaisen kirjallisuuden seura, 1907 (ISSN 0355-1768)
- (fi) Friedrich von Schiller (trad. Eino Leino), Wilhelm Tell, Otava, 1907
- (fi) Anatole France (trad. Eino Leino), Kuningatar Hanhenjalan ravintola [« La Rôtisserie de la reine Pédauque »], Yrjö Weilin, 1910
- (fi) Johann Wolfgang von Goethe (trad. Eino Leino), Iphigeneia Tauriissa. [« Iphigenie auf Tauris »], Suomalaisen kirjallisuuden seura, 1910
- (fi) Dante (trad. Eino Leino), Jumalainen näytelmä 1–3 [« La divina commedia »], Werner Söderström, 1912–1914
- (fi) Rabindranath Tagore (trad. Eino Leino), Puutarhuri [« The Gardener »], Kirja, 1913
- (fi) Corneille (trad. Eino Leino), Cid [« Le Cid »], Werner Söderström, 1917
- (fi) Rabindranath Tagore (trad. Eino Leino), Uhrilauluja [« Gitanjali : song offerings »], Kirja, 1917
- (fi) Anatole France (trad. Eino Leino), Apotti Coignardin ajatuksia. Poiminut hänen uskollinen oppilaansa Jacobus Paistinkääntäjä [« Les Opinions de M. Jérôme Coignard »], Minerva, 1920

### Traductions en français
- Eino Leino, chantre de la Finlande, choix de poèmes traduits du finnois et présentés par Jean-Pierre Rousseau, Écrits des forges, 2004  (ISBN 2-89046-817-8)

## Signes de reconnaissance

### Journée d'Eino Leino
Le 6 juillet, jour de l'anniversaire de la naissance du poète, est officiellement la journée   d'Eino Leino (fi).
C'est depuis 1992, une journée où l'on fait flotter le drapeau de la Finlande.

### Prix littéraires
Eino Leino a reçu le Prix national de littérature en 1901, 1904, 1905, 1908, 1909, 1914, 1919 et 1922.
Chaque année depuis 1956, la Société Eino Leino (fi) décerne le Prix Eino Leino pour des œuvres d'exception ou des activités éditoriales remarquables.

### Monuments
De nombreuses statues et mémoriaux sont érigés en l'honneur de Eino Leino:
- Statue d'Eino Leino (fi), Esplanadi, Lauri Leppänen, 1953[40],[41]
- Mémorial, Paltamo, Jouko Toiviainen, 1978.
- Statue d'Eino Leino, Nina Sailo, Kajaani, 1980.
- Copie de Hövelö, Paltaniemi, 1978[42].

### Poésie d'Eino Leino interprétée par des compositeurs
Les premiers interprètes des poésies d'Eino Leino sont ses amis compositeurs Toivo Kuula, Leevi Madetoja et Oskar Merikanto.
Parmi les premiers interprètes citons Erkki Melartin, Sune Carlsson, Aarre Merikanto, Kaj Chydenius.
Par la suite de nombreux autres compositeurs comme Perttu Hietanen, Heikki Sarmanto, Jukka Ruohomäki, Johann Strohofer, adapteront ses oeuvres ,.
Leino est entré au répertoire de nombreuses chanteuses dans le monde sous la forme des Leino Songs (2000-2007) de Kaija Saariaho, adaptées de quatre textes du poète. Ce cycle existe dans deux versions, pour soprano et piano et pour soprano et orchestre respectivement.

## Résidences successives d'Eino Leino

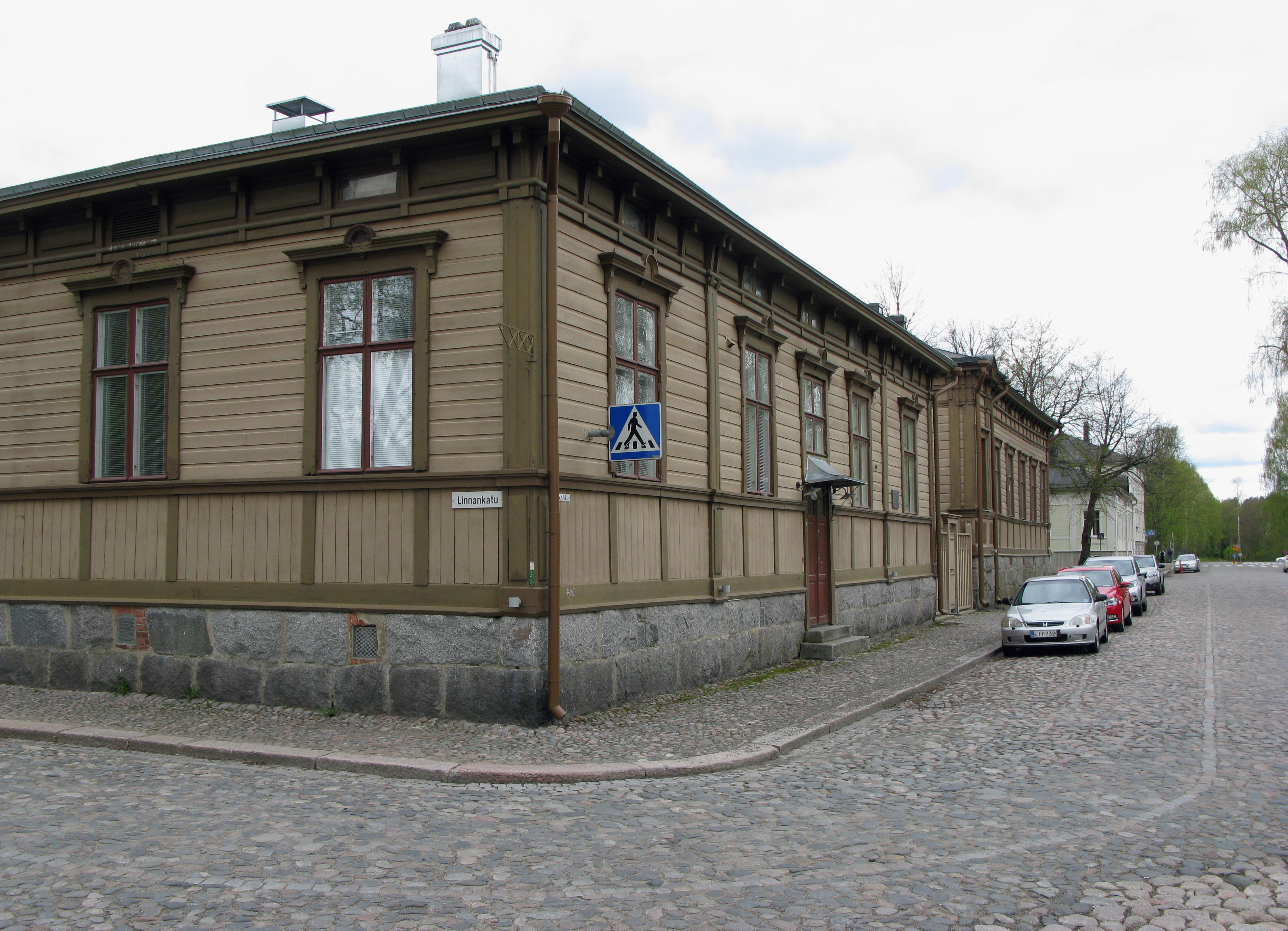
Niittykatu 1, Hämeenlinna, 1894–1895.
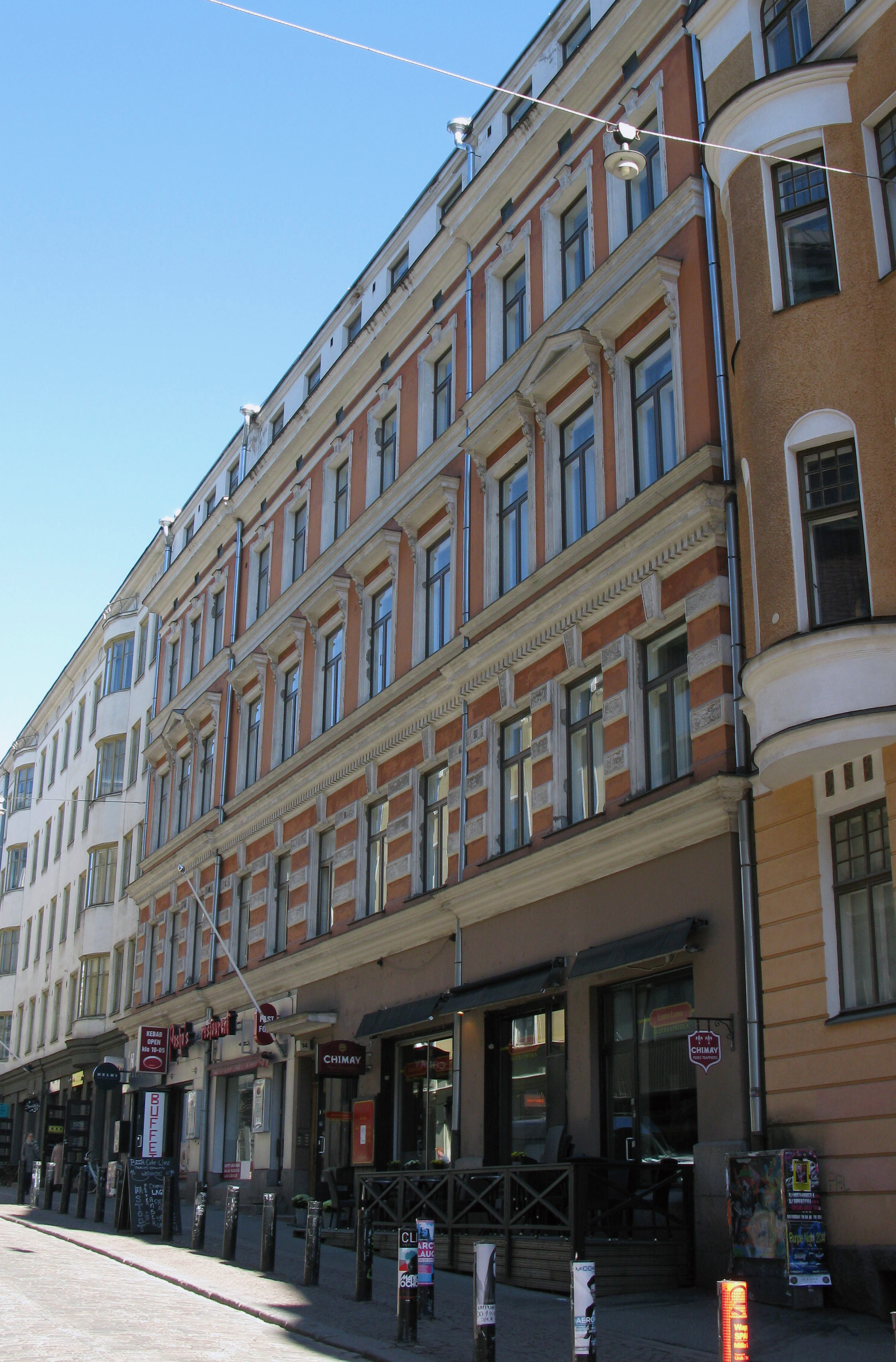
Eerikinkatu 14, Helsinki, 1897–1898.
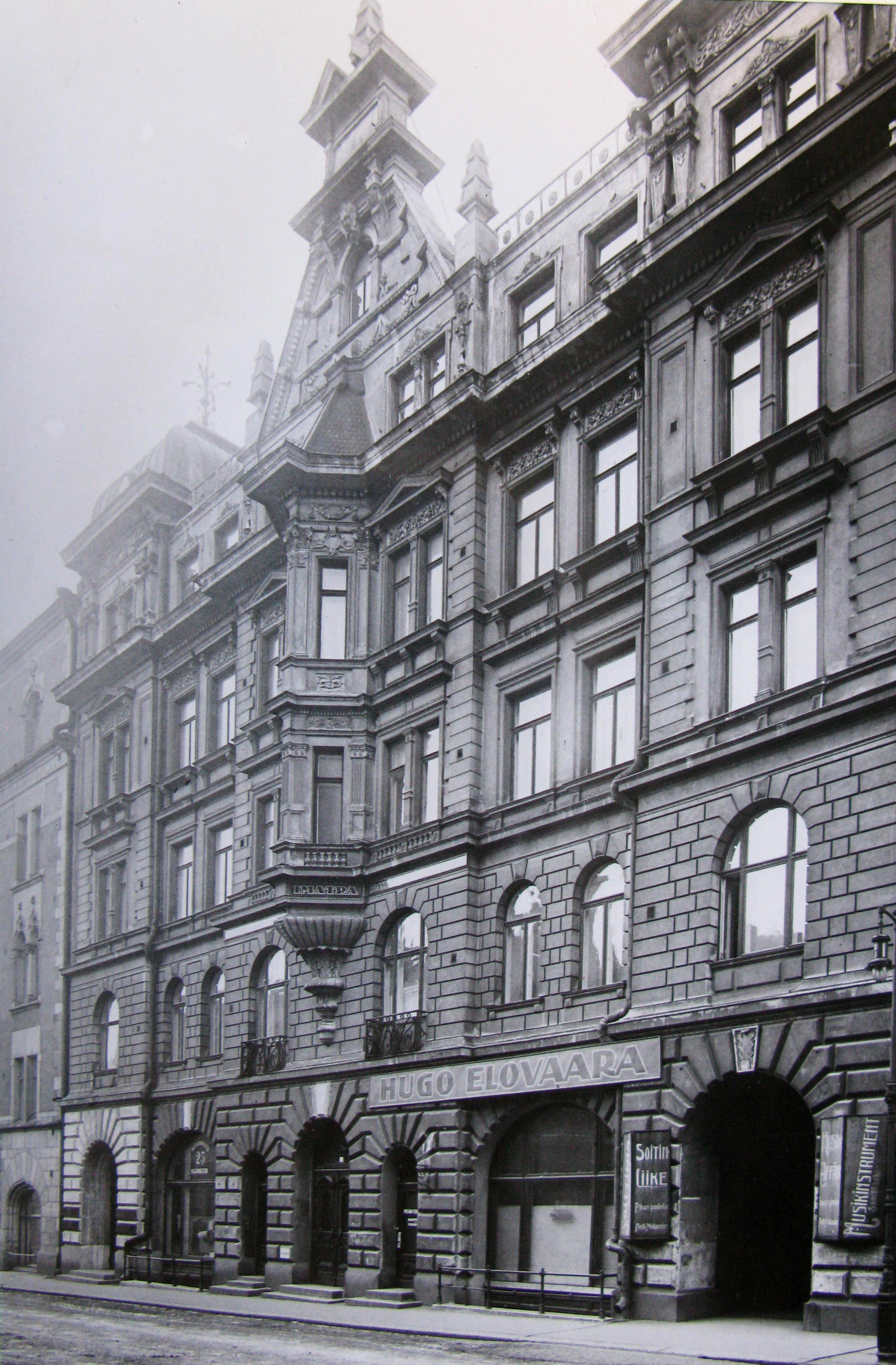
Kasarmikatu 25, Helsinki, 1902.
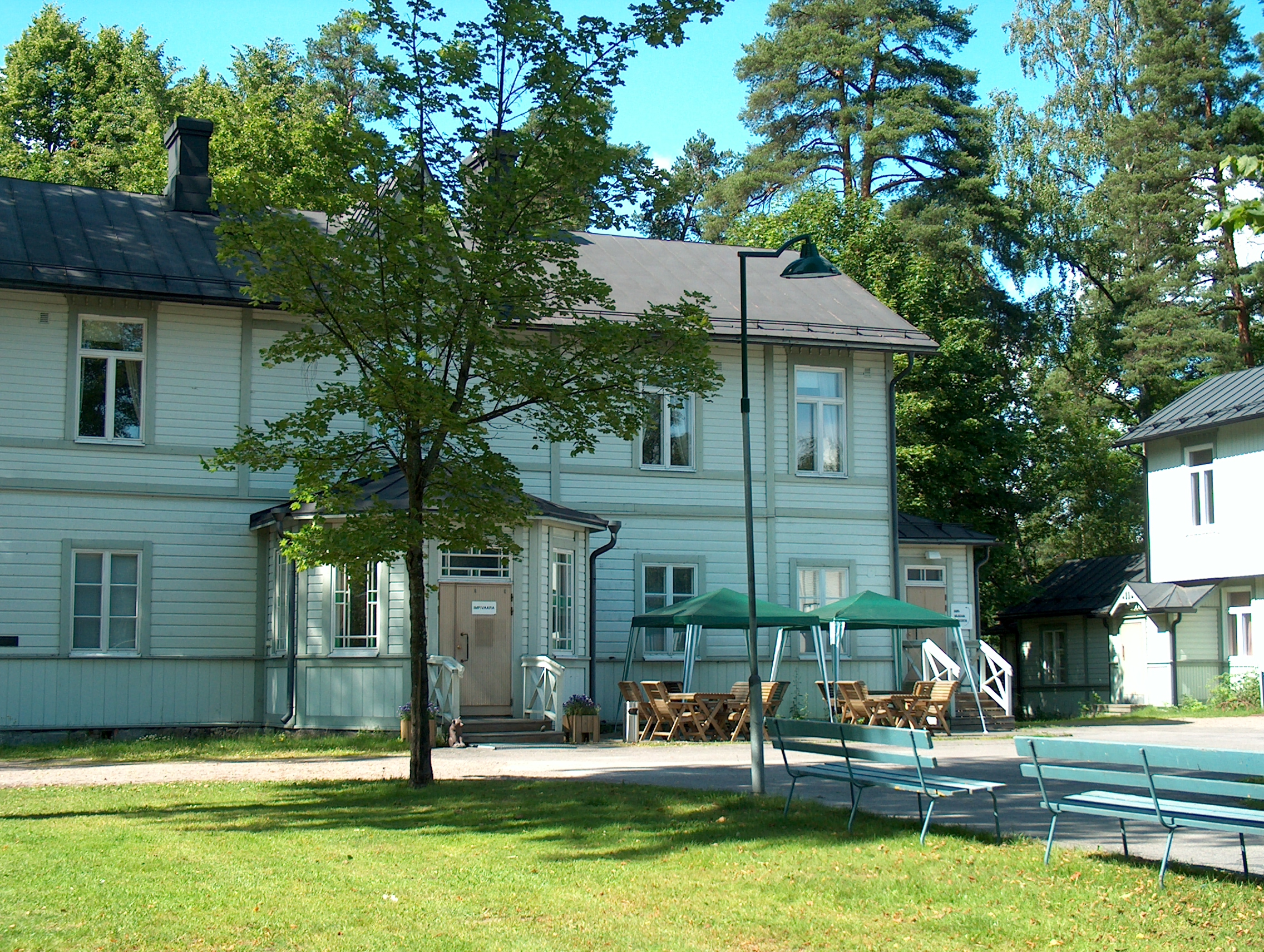
Onnela, Lac de Tuusula, 1923-1924.

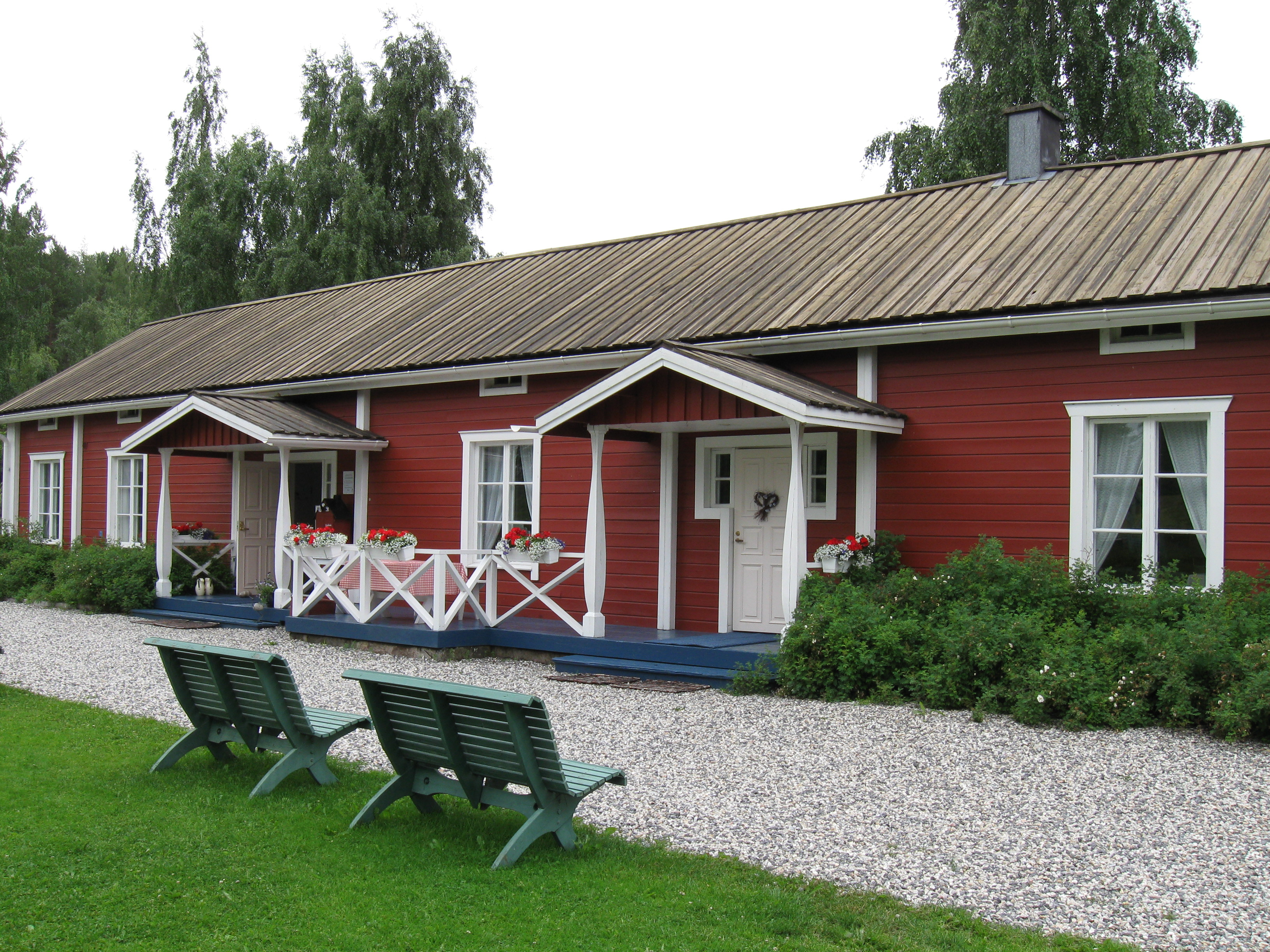
Copie de "Hövelö" à Paltaniemi
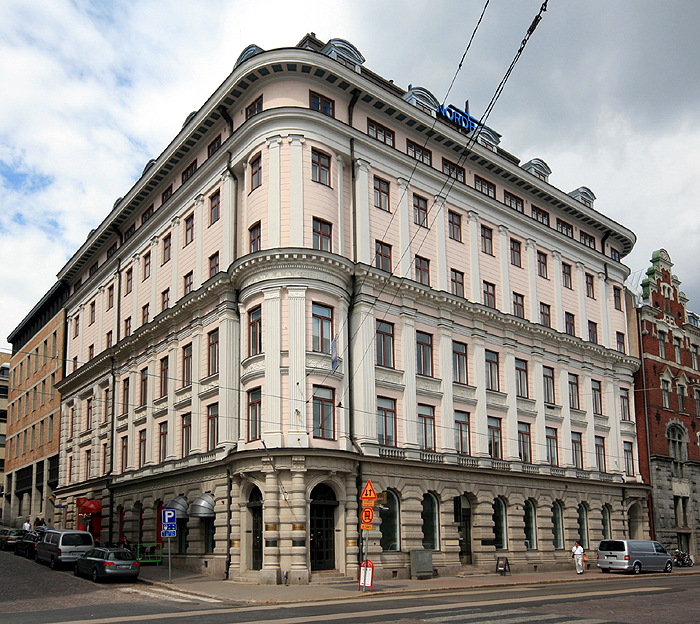
Eteläranta 12[47], Helsinki, 1907.
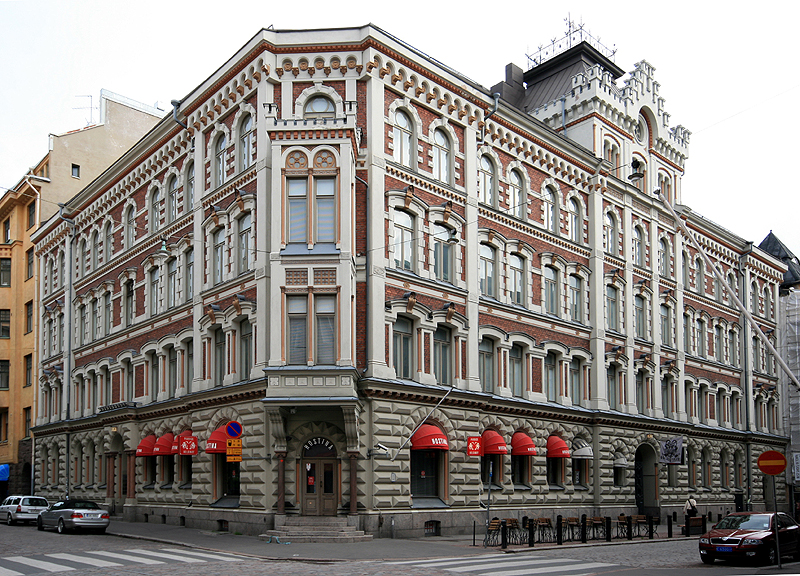
Eerikinkatu 3, Helsinki, 1908.
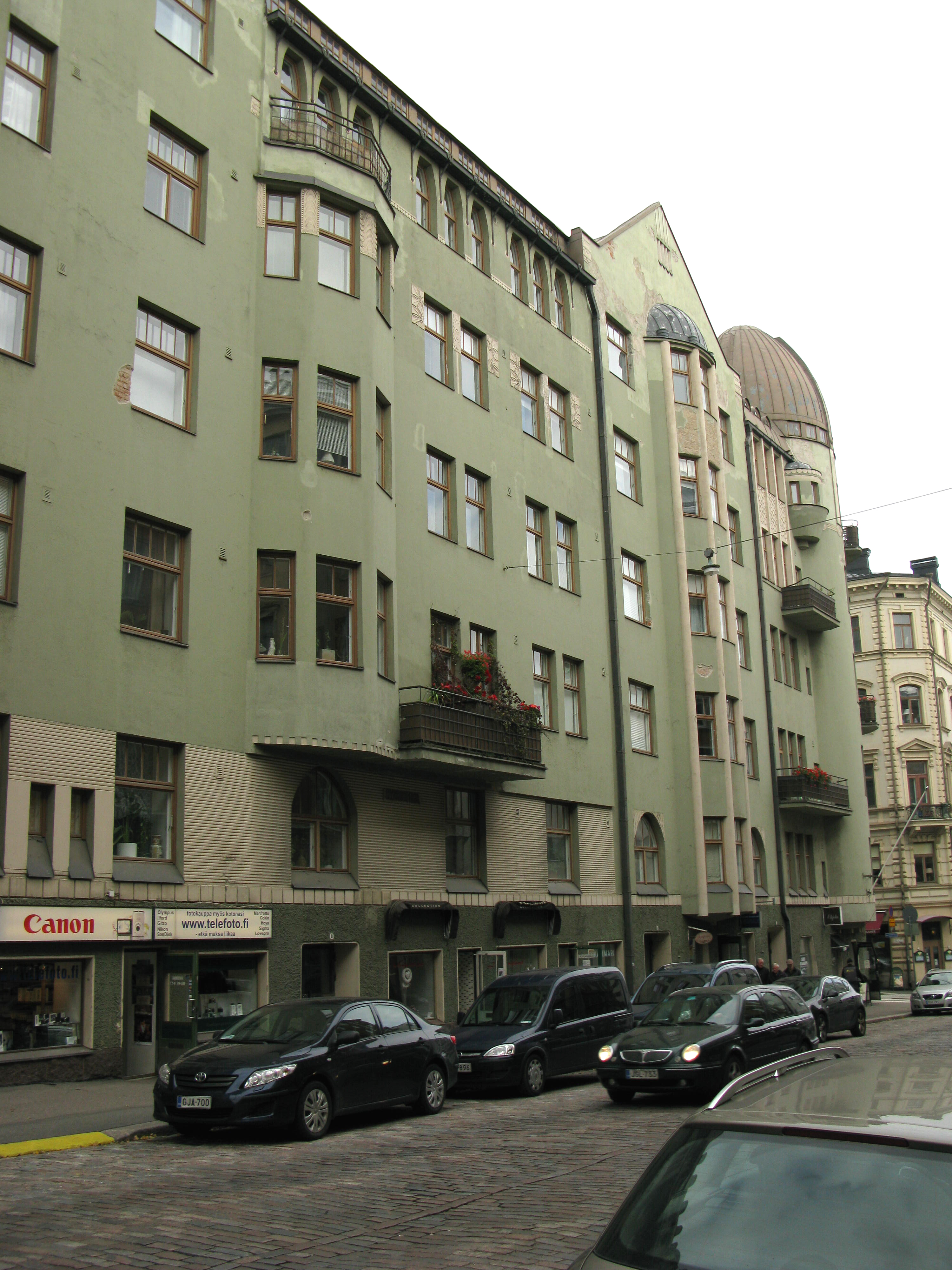
Liisankatu 9, Helsinki, 1909.

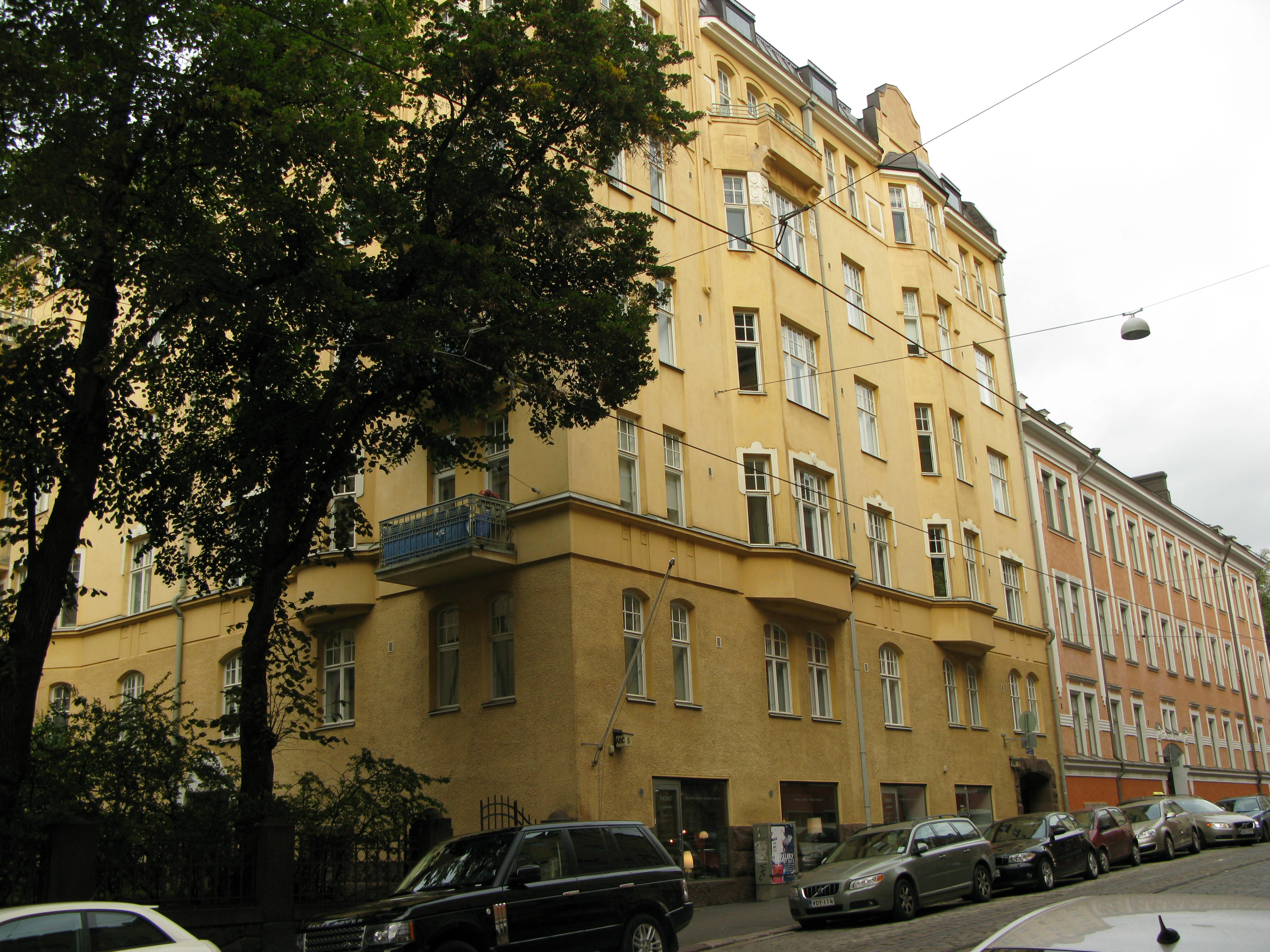
Tehtaankatu 5, Helsinki, années 1910.
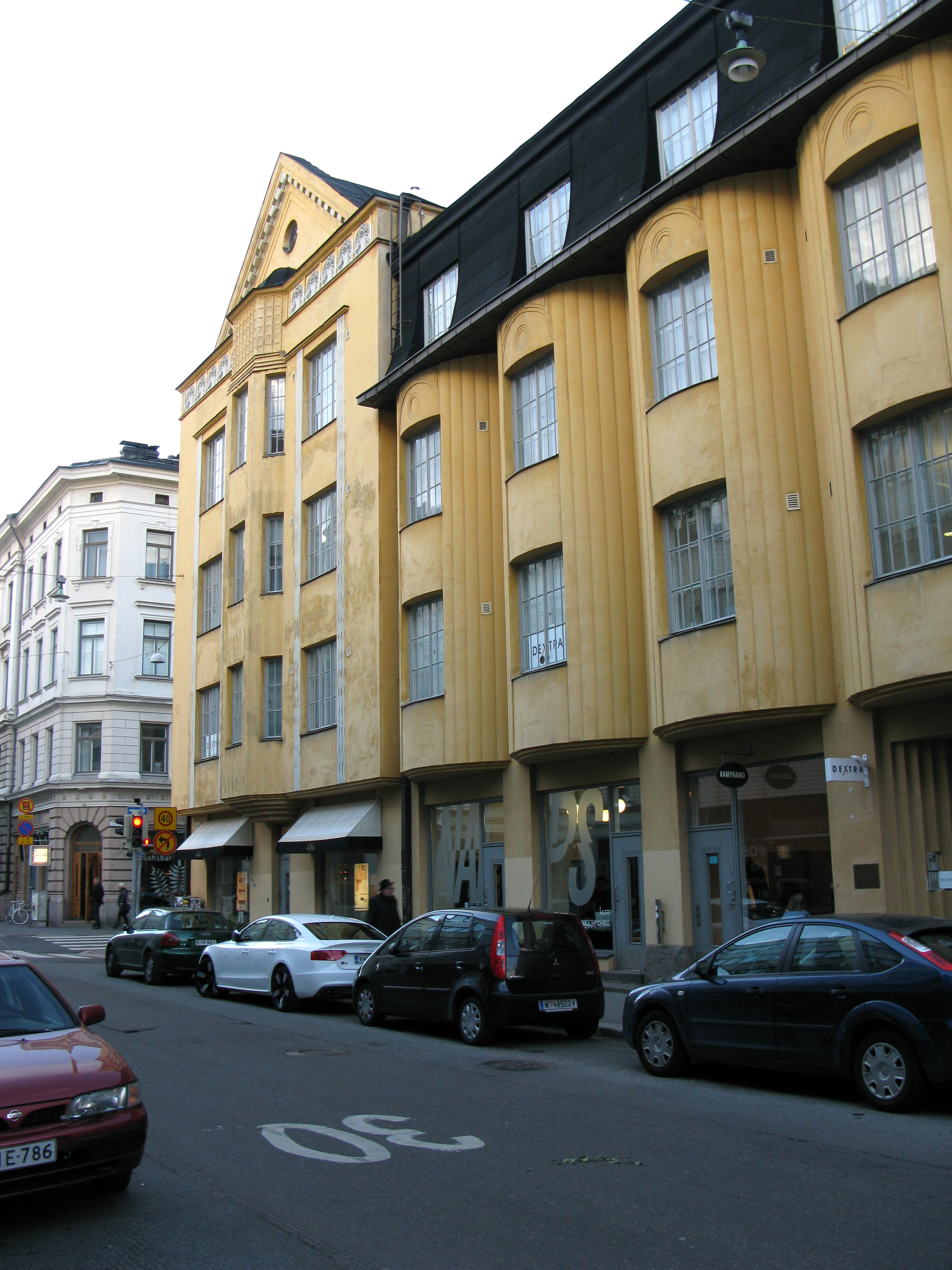
Annankatu 11, Helsinki, 1913–1914.
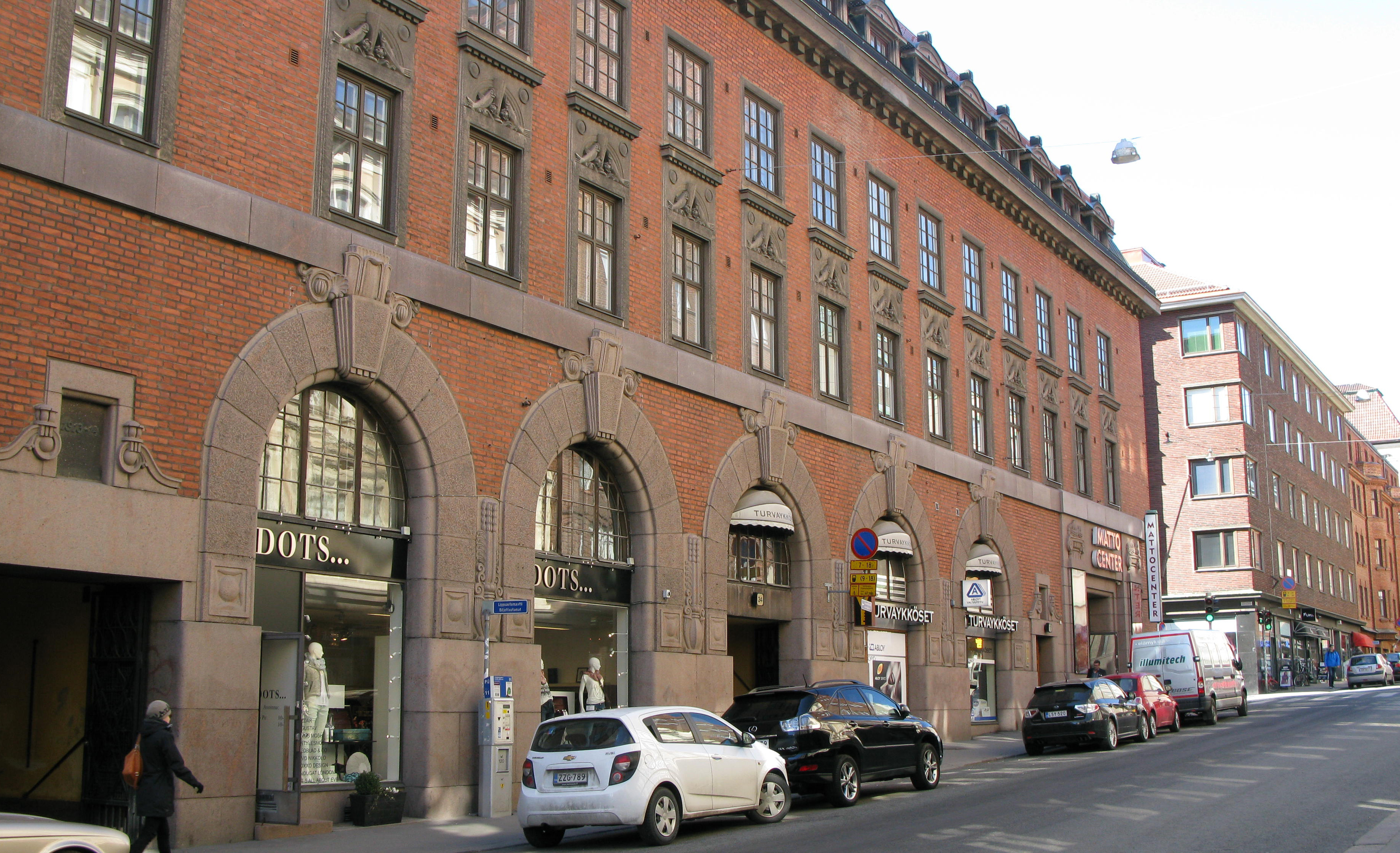
Fredrikinkatu 34, Helsinki,
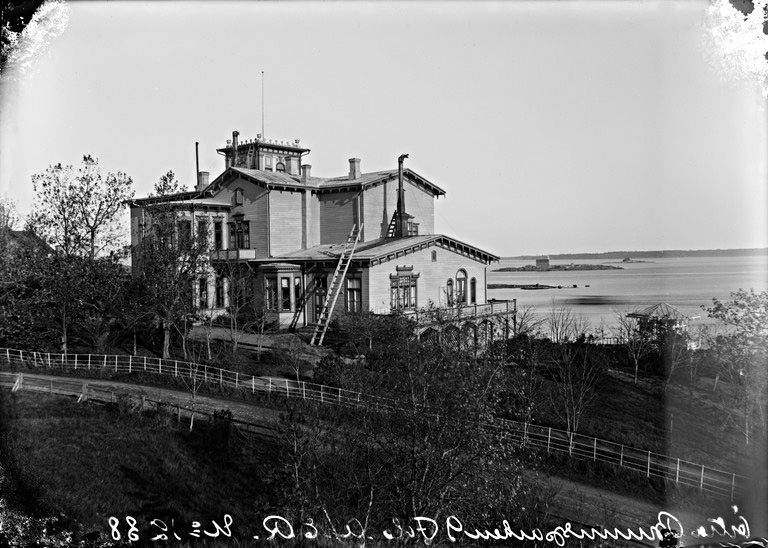
Itäinen Kaivopuisto 9, Helsinki, 1918